# Sel (gemeente)
Sel is een gemeente in de Noorse provincie Innlandet. Sel grenst in het noorden aan Dovre en Vågå, in het zuiden aan Nord-Fron en in het noordoosten aan Folldal in de provincie Hedmark. De gemeente telde 5916 inwoners in januari 2017. Het gemeentebestuur zetelt in Otta.

## Plaatsen in de gemeente

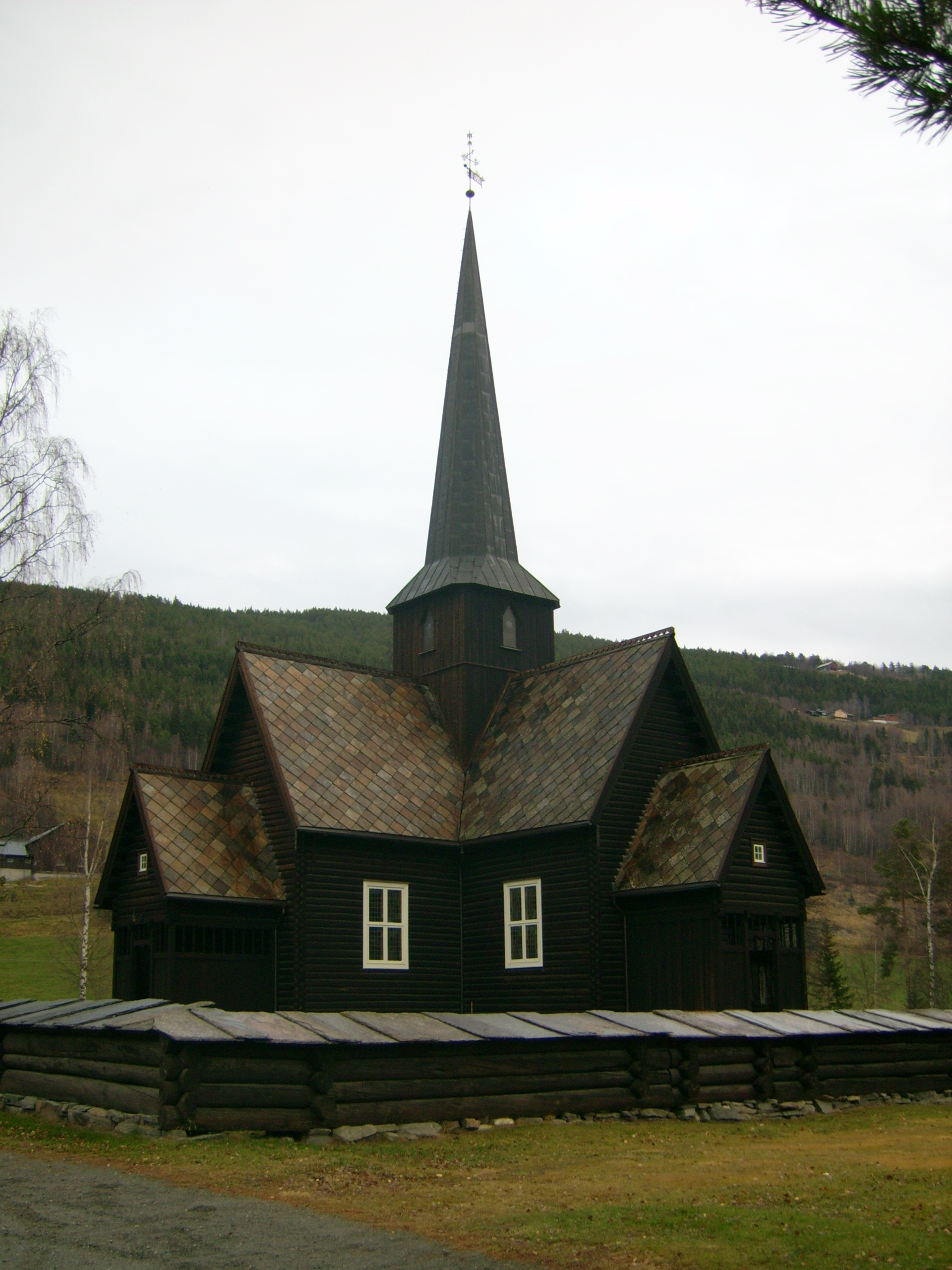
Kerk van Heidal

- Bjølstad
- Dale
- Heidal
- Nord-sel
- Otta
- Sandbumoen

Alvdal · Dovre · Eidskog · Elverum ·  Engerdal · Etnedal · Folldal · Gausdal · Gjøvik · Gran · Grue ·  Hamar · Kongsvinger · Lesja · Lillehammer · Lom ·  Løten · Nord-Aurdal · Nord-Fron · Nord-Odal · Nordre Land · Os · Østre Toten · Øyer · Øystre Slidre · Rendalen · Ringebu · Ringsaker · Sel · Skjåk · Stange · Stor-Elvdal · Søndre Land · Sør-Aurdal · Sør-Fron · Sør-Odal · Tolga · Trysil · Tynset · Vågå · Våler · Vang · Vestre Slidre · Vestre Toten · Åmot · Åsnes

Fylker van Noorwegen